# Brazília zászlaja
Brazília zászlaja Brazília egyik nemzeti jelképe.

## Leírása

Tengerészeti orrárbóc-zászló

Brazília zászlaján egy zöld mező közepén egy sárga rombusz van. A rombuszon belül egy kék kör található, rajta 27 kisméretű fehér csillag és egy hajlított fehér szalag. A szalagra az ország mottója – „Ordem e Progresso” („Rend és Haladás”) – van írva nagy betűkkel (a zöld ugyanazon árnyalatában, mint a mező).
A zászlót Auverde-nek is nevezik, aminek a jelentése "arany és zöld".
A modern zászlót hivatalosan 1889. november 19-én vezették be. A koncepciót Raimundo Teixeira Mendes dolgozta ki Miguel Lemos és Manuel Pereira Reis együttműködésével. Az ötlet alapján a zászlót Décio Vilares alkotta.
A jelenlegi nemzeti zászló és felségjelzés ugyanezt a dizájnt követi apróbb változtatásokkal. Ezt a 27 csillagos változatot 1992. május 12-én vezették be.

## Története

Barbosa terve, 1889. november 15–19. között használták

Az Első Köztársaság kikiáltása után, a folyamat egyik fő személye, az ügyvéd és nem sokkal azelőtt kinevezett igazságügyi miniszter Ruy Barbosa, az Egyesült Államok köztársasági modelljének lelkes híve, egy az Egyesült Államok zászlaján alapuló nemzeti zászlót indítványozott. Ezt a zászlót csupán öt napig használták 1889. november 15-ét követően.
1889. november 19-én, a "Köztársaság atyja" és az átmeneti elnök, Deodoro da Fonseca  megvétózta a tervezetet, azt állítva, hogy az túl nagy mértékben másolta egy másik állam zászlaját. Fonseca – aki egész életében monarchista volt, és csupán azért vezette a köztársaság kikiáltásával járó puccsot, mert úgy érezte, hogy II. Péter császár veszélybe sodorta az ország stabilitását – azt javasolta, hogy az új köztársasági zászló hasonlítson a birodalmi zászlóra, csupán a királyi címer lecserélésével változtassák meg (idővel a kék ég a csillagok és a pozitivista mottó mellett döntött). Barbosa zászlóterve ugyanakkor alapját képezte Goiás állami zászlajának.

Goiás állam zászlaja

## Szimbólumok
Gyakran mondják, hogy Brazília nemzeti színei, a zöld és sárga, az ország természeti gazdagságát jelképezik. A zöld az Amazonas őserdő burjánzó erdőit, az Atlanti dzsungelt és a Pantanát, míg a sárga rombusz az ország arany tartalékait: valaha Brazíliának voltak a legnagyobb aranybányái a világon és 1500 és 1900 között több aranyat termeltek Brazíliában, mint amennyi előtte létezett az egész világon.
Brazília jelenlegi zászlaját az egykori Brazil Birodalom zászlaja inspirálta:

A birodalmi zászló, 1822. szeptember 18. – 1889. november 15.

A birodalmi zászlón a zöld I. Péter – Brazília első uralkodója – Bragança-dinasztiáját jelképezte. A sárga pedig Péter első feleségének Leopoldina hercegnőnek Habsburg származását. Így a zöld és a sárga voltak az első királyi párt – a Brazil monarchia alapítóit – alkotó családok színei. A volt királyi zászló közepén a királyi címer látható.
A modern köztársasági zászlón a címert lecserélte a kék kör, mely a Rio de Janeiro feletti eget mutatja 1889. november 15-én, a napon amikor a Brazil Köztársaságot kikiáltották. A kép az éggömbön kívülről ábrázolja a csillagokat (más szóval a kép tükrözve van).
Évekkel a köztársaság kikiáltása után, miután az ország egy államszövetséggé konszolidálódott az USA mintáját követve, eldöntötték, hogy a csillagok a nemzeti zászlóban (ahogy az Egyesült Államok zászlajában is) a tagállamok számát kellene jelölnie. Így sok csillagtól megváltak, de a megmaradt csillagok megőrizték pozíciójukat, mely a helyüket mutatja Rio de Janeiro egén 1889. november 15-ének éjszakáján.
Napjainkban, mind a 27 csillag egy államot és a Szövetségi Körzetet (aminek csillagja egyben a brazil területekhez is tartozik) jelöl. A csillagok száma változott az új államok megalakulásával, és a köztársaság korai napjaiban lévő 21-ről felemelkedett 27-re.
A Szövetségi Körzetet jelölő csillag a Sigma Octantis, egy olyan csillag amelynek a közelsége a Déli Égi Pólus  láthatóvá teszi szinte az egész országban, az egész évben. Ezen felül, a sarki helyzetének köszönhetően, az összes többi zászlón szereplő csillag a Sigma Octantis körül látszik forogni. Ez a csillag így Brazília fővárosának jelölésére különösen alkalmas (bár sokkal halványabb, mint a többi csillag bármelyike).
A mottó Ordem e Progresso („Rend és Haladás”) August Comte pozitivista mottója inspirálta: "L'amour pour principe et l'ordre pour base; le progrès pour but" ("A szerelem mint elv és rend mint alap; haladás mint cél"). Annak a ténynek köszönhetően rakták be, hogy többen a monarchia elleni katonai puccs végrehajtói és a köztársaság kikiáltói közül Comte filozófiájának követői voltak.

## A csillagok
A Dél Keresztje konstelláció a meridiánon fekszik. Tőle délre van a Polaris Australis (Sigma Octantis) a Szövetségi Körzetet jelölve. Pará állam csillagja van legfelül.
A brazil államokat képviselő csillagok (a Sigma Octantis kivételével, ami a Szövetségi Körzet fővárosát jelöli).

A brazil zászlón lévő csillagok

| Állam               | Csillag                            | Csillagkép                          | Méret |
| ------------------- | ---------------------------------- | ----------------------------------- | ----- |
| Amazonas            | Alpha Canis Minoris (Procyon)      | Canis Minor, Kis Kutya              | 1     |
| Mato Grosso         | Alpha Canis Majoris (Szíriusz)     | Canis Major, Nagy Kutya             | 1     |
| Amapá               | Beta Canis Majoris (Mirzam)        | Canis Major, Nagy Kutya             | 3     |
| Rondônia            | Gamma Canis Majoris (Muliphen)     | Canis Major, Nagy Kutya             |       |
| Roraima             | Delta Canis Majoris (Wezen)        | Canis Major, Nagy Kutya             | 2     |
| Tocantins           | Epsilon Canis Majoris (Adhara)     | Canis Major, Nagy Kutya             | 2     |
| Pará                | Alpha Virginis (Spica)             | Virgo, Szűz                         | 1     |
| Piauí               | Alpha Scorpii (Antares)            | Scorpius, Skorpió                   | 1     |
| Maranhão            | Beta Scorpii (Graffias)            | Scorpius, Skorpió                   | 3     |
| Ceará               | Epsilon Scorpii                    | Scorpius, Skorpió                   | 2     |
| Alagoas             | Theta Scorpii (Sargas)             | Scorpius, Skorpió                   | 2     |
| Sergipe             | Iota Scorpii                       | Scorpius, Skorpió                   | 3     |
| Paraíba             | Kappa Scorpii                      | Scorpius, Skorpió                   | 3     |
| Rio Grande do Norte | Lambda Scorpii (Shaula)            | Scorpius, Skorpió                   | 2     |
| Pernambuco          | Mu Scorpii                         | Scorpius, Skorpió                   | 3     |
| Mato Grosso do Sul  | Alpha Hydrae (Alphard)             | Hydra, Északi Vízikígyó             | 2     |
| Acre                | Gamma Hydrae                       | Hydra, Északi Vízikígyó             | 3     |
| São Paulo           | Alpha Crucis (Acrux)               | Crux, Dél Keresztje                 | 1     |
| Rio de Janeiro      | Beta Crucis (Becrux)               | Crux, Dél Keresztje                 | 2     |
| Bahia               | Gamma Crucis (Gacrux)              | Crux, Dél Keresztje                 | 2     |
| Minas Gerais        | Delta Crucis                       | Crux, Dél Keresztje                 | 3     |
| Espírito Santo      | Epsilon Crucis                     | Crux, Dél Keresztje                 | 4     |
| Rio Grande do Sul   | Alpha Trianguli Australe           | Triangulum Australe, Déli Háromszög | 2     |
| Santa Catarina      | Beta Trianguli Australe            | Triangulum Australe, Déli Háromszög | 3     |
| Paraná              | Gamma Trianguli Australe           | Triangulum Australe, Déli Háromszög | 3     |
| Goiás               | Alpha Carinae (Canopus)            | Carina, Hajógerinc                  | 1     |
| Distrito Federal    | Sigma Octantis (Polaris Australis) | Octans, Oktáns                      | 5     |

## Egyéb brazil zászlók és címerek
Az alábbi lista a köztársaság kikiáltása előtt Brazíliában használt zászlókat és címereket mutatja:

Krisztus Rendje zászlaja (1332 – 1651)
Királyi zászló (1500 – 1521)
III. János portugál király zászlaja (1521 – 1616)
Portugál zászló (1616 – 1640)
Restaurációs zászló (1640 – 1683)
Hercegi zászló (1645 – 1816)
II. Péter portugál király zászlója (Portugália 1683 – 1706)
V. János portugál király zászlója (1707 – 1750)
Királyi zászló, 18. század (1700 – 1800)
Portugália, Brazília és Algarve Egyesült Királysága (1816 – 1821)
A Brazil Királyság zászlaja az Egyesült Királyságban (1816 – 1821)
A független Brazil Királyság zászlaja (1822. szeptember – december)
A brazil császárság zászlaja (1822 – 1889)
Első köztársasági zászló (1889. november 15. – 19)